# Кечмания 5
Кечмания 5 (на английски: WrestleMania V) е петото годишно pay-per-view събитие от поредицата Кечмания, продуцирано от Световната федерация по кеч (WWF). Събитието се провежда на 2 април 1989 г. в Бордуолк хол в Атлантик Сити, Ню Джърси.

## Обща информация
Кечмания 4 и 5 са единствените от поредицата, които се провеждат на едно и също място в продължение на две последователни години. Run-DMC изпълняват Кечмания рап за публиката. Сред присъстващите гости знаменитости са Доналд Тръмп, чиито хотел и казино Тръмп Плаза е главен спонсор на събитието и Мортън Дауни младши.
Основното събитие е Хълк Хоган срещу Ренди Савидж за Световната титла в тежка категория на WWF, което Хоган печели. Мис Елизабет е в неутрален ъгъл за първата половина на основното събитие, преди съдията да я изпрати в съблекалнята. Ъндъркарда включва мачове, в които Рик Руд е срещу Ултимейт Уориър за Интерконтиненталната титла на WWF, Фондацията Харт (Брет Харт и Джим Найдхарт) срещу Грег Валентайн и Хонки Тонк Мен и Разрушителите (Екс и Смаш) срещу Силите на болката и Мистър Фуджи в мач с хандикап за Световните отборни титли на WWF.

## Резултати
| №                                         | Резултати | Правила                                                        | Време |
| ----------------------------------------- | --- | -------------------------------------------------------------- | ----- |
| 1                                         | Херкулес побеждава Крал Хаку (с Боби Хийнън)                                                                      | Индивидуален мач                                               | 6:57  |
| 2                                         | Кулите близнаци (Акийм и Биг Бос Мен) (със Слик) поб. Рокерите (Шон Майкълс и Марти Джанети)                      | Отборен мач                                                    | 8:02  |
| 3                                         | Брутъс Бийфкейк срещу Тед Дибиаси (с Върджил) приключва с двойно отброяване                                       | Индивидуален мач                                               | 10:01 |
| 4                                         | Дърварите (Дърваря Буч и Дърваря Люк) поб. Невероятните Ружо (Жак и Реймънд) (с Джими Харт)                       | Отборен мач                                                    | 9:10  |
| 5                                         | Мистър Пърфект поб. Блу Блейзър                                                                                   | Индивидуален мач                                               | 5:38  |
| 6                                         | Разрушителите (Екс и Смаш) (ш) поб. Силите на болката (Варваринът и Военачалникът) и Мистър Фуджи                 | Хандикап мач за Световните отборни титли на WWF                | 8:20  |
| 7                                         | Дино Браво (с Френчи Мартин) поб. Рони Гарвин                                                                     | Индивидуален мач                                               | 3:06  |
| 8                                         | Разбивачите на мозъци (Арн Андерсън и Тъли Бланшард) (с Боби Хийнън) поб. Ударна сила (Рик Мартел и Тито Сантана) | Отборен мач                                                    | 9:17  |
| 9                                         | Джейк Робъртс поб. Андре Гиганта (с Боби Хийнън) чрез дисквалификация                                             | Индивидуален мач с Големия Джон Стъд като специален гост съдия | 9:44  |
| 10                                        | Фондацията Харт (Брет Харт и Джим Найдхарт) поб. Ритъм и блус (Грег Валентайн и Хонки Тонк Мен с Джими Харт)      | Отборен мач                                                    | 7:40  |
| 11                                        | Рик Руд (с Боби Хийнън) поб. Ултимейт Уориър (ш)                                                                  | Индивидуален мач за Интерконтиненталната титла на WWF          | 9:36  |
| 12                                        | Бад Нюз Браун срещу Джим Дъгън приключва с двойна дисквалификация                                                 | Индивидуален мач                                               | 3:49  |
| 13                                        | Хълк Хоган поб. Ренди Савидж (ш) с Mис Елизабет в неутрален ъгъл                                                  | Индивидуален мач за Световната титла в тежка категория на WWF  | 17:54 |
| - (ш) – указва шампиона/шампионите в мача | |                                                                |       |